# Copoya
Copoya es una Delegación perteneciente al municipio de Tuxtla Gutiérrez, capital del Estado de Chiapas, México.
Copoya significa lugar de luna llena o donde brilla la luna en el idioma Zoque, es un poblado de origen prehispánico con una población de 4,500 habitantes en 1990, en el 2000 6,655 habitantes y en el 2010 8,160 habitantes.
Se localiza al sur de Tuxtla Gutiérrez, a un costado del Cerro de Mactumactzá, sobre la Meseta de Suchiapa, a una altitud de 840 m s. n. m.
El lunes 3 de octubre de 1892, el Lic. Emilio Rabasa, gobernador constitucional del estado de Chiapas, promulga el decreto que erige en pueblo, con el nombre de Copoya, a la congregación de familias residentes en la meseta de Copoya, perteneciente a la antiquísima hacienda ganadera de Copoya, en la que existía una ermita dedicada a nuestra Señora del Rosario. En 1915 se suprimió la jefatura política del departamento de Tuxtla y en su lugar se crearon municipios libres. Nació el municipio libre de Tuxtla, cuyo primer presidente municipal fue don Noé Vázquez Rincón.
El primero de febrero de 1921, el gobernador Tiburcio Fernández Ruiz, promulga la Constitución Política del Estado de Chiapas, en ella figuran los pueblos de Copoya y de Terán como delegaciones municipales de Tuxtla.
A finales del año 2003 se nombra el primer sacerdote católico, pues los copoyeros nunca habían aceptado el dominio religioso de Tuxtla Gutiérrez, desde su fundación por los mercedarios en 1536; o los dominicos en 1539 y los franciscanos entre 1540 y 1541.

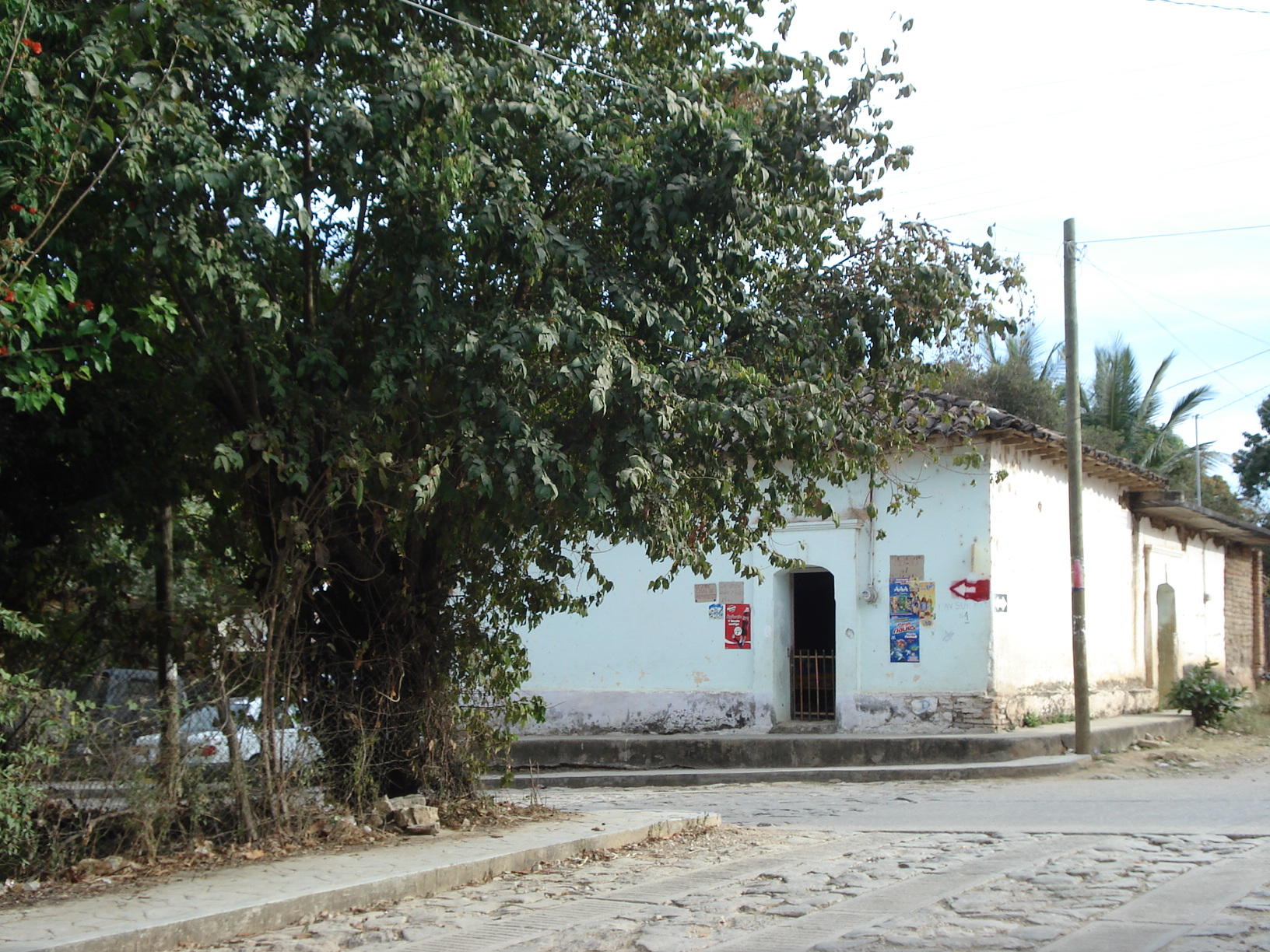
Instantánea de una calle en Copoya.

En la localidad se encuentran las instalaciones del Museo Zoque, y en sus inmediaciones se levantó un monumento religioso conocido como Cristo de Copoya así como se pretende la ampliación a 4 carriles de Tuxtla-Copoya-Suchiapa , construcción y ampliación de 12 metros de Suchiapa-Villaflores para enlazar Tuxtla Gutiérrez con Tapachula y con el Libramiento Sur.
La celebración principal de Copoya es en honor a las Virgencitas de Copoya, así como también las peregrinaciones a las cruces del Mactumactzá.